# جيمس ديكسون رومان
جيمس ديكسون رومان (بالإنجليزية: James Dixon Roman)‏ هو محامي وسياسي أمريكي، ولد في 11 أغسطس 1809 في مقاطعة تشيستر في الولايات المتحدة، وتوفي في 19 يناير 1867 في هاجرستاون في الولايات المتحدة. حزبياً، نشط في حزب اليمين. وقد انتخب عضو مجلس النواب الأمريكي.